# تاریخ زبان انگلیسی

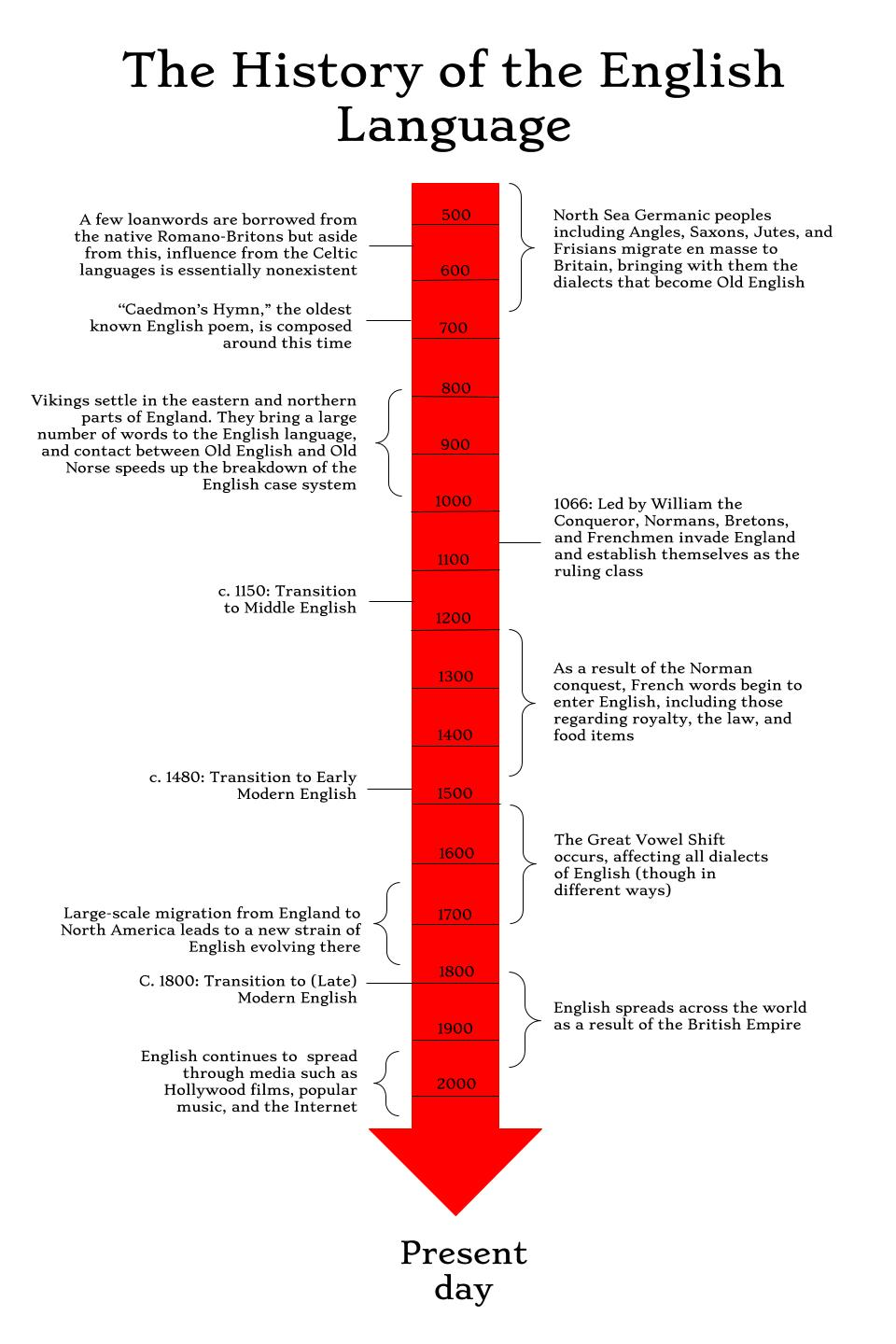
تاریخ زبان انگلیسی

تاریخ زبان انگلیسی (به انگلیسی: English history) مانند تمام زبان‌ها با تحولات فرهنگی و سیاسی در کشور انگلستان آمیخته است. مطالعه تاریخ زبان انگلیسی بدون مطالعه تاریخ کشور بریتانیا امکان پذیر نیست.

## تاریخ انگلیسی
تاریخ زبان انگلیسی به سه دوره کلی تقسیم می‌شود:
1. انگلیسی باستان
2. انگلیسی میانه
3. انگلیسی نو

### انگلیسی کهن

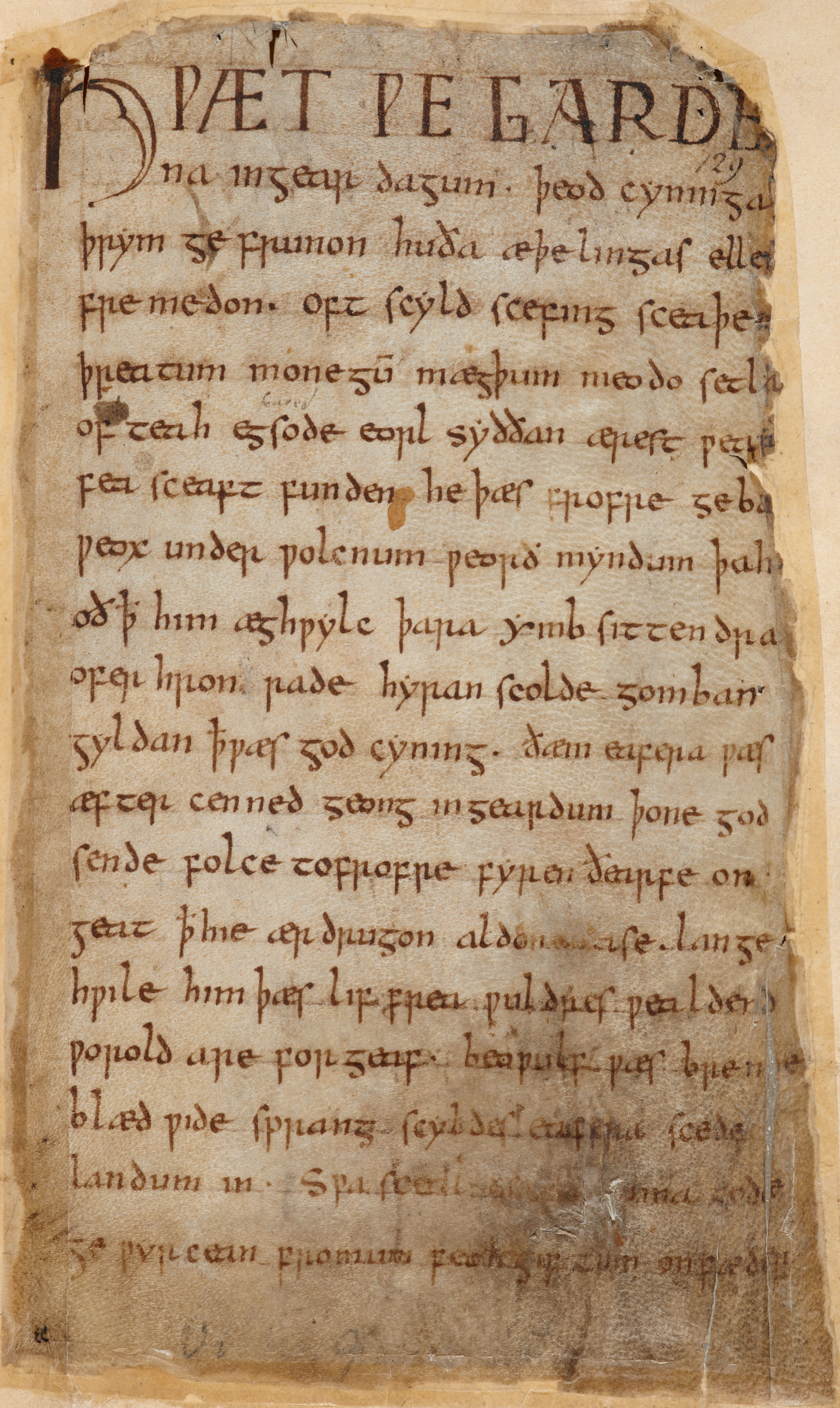
بیوولف نمونه‌ای از متون انگلیسی باستان. حماسه دلاوری‌های پادشاهی دانمارکی و مبارزاتش علیه اژدها

#### سلت‌ها و رومیان
قبلیه سلت‌ها به زبان سِلتی در بریتانیا سخن می‌گفتند. با فتح گل به دست ژولیوس سزار، استقلال سلتی‌ها در قاره اروپا به پایان رسید. که بعدها امپراتوری روم به فرماندهی ژولیوس سزار از سال ۴۳ پس از میلاد، شروع به فتح بریتانیا کردند و آن را یکی از استان‌های روم به نام استان بریتانیا نام نهادند. به دلیل ۴۰۰ سال اشغال این سرزمین توسط رومی‌ها، باعث نفوذ لاتین در سلتی شد. امپراتوری روم به دو قسمت شرقی و غربی تقسیم گردید. امپراتوری روم غربی به سرعت رو به زوال و آشوب رفت و بریتانیای روم نیز سقوط کرد. در آن زمان بریتانیای سقوط کرده، رفاه بهتری نسبت به سایر مکان‌های امپراتوری روم غربی داشت.

#### انگلستان در عهد آنگلوساکسون‌ها
انگلستان در عهد آنگلوساکسون‌ها در دوره مهاجرت‌ها، سه قبیله «آنگِل»، «سکسون» و «جوت» به  از نقاط مختلف دانمارک و شمال غرب آلمان مهاجرت کردند. این قبایل مردمان سلت و رومی را که از مدت‌ها قبل آنجا ساکن بودند، از انگلستان به اسکاتلند و ولز و کورنوال عقب راندند. حمله سه قبیله باعث ترکیب ساختار و واژگان در زبان انگلیسی شد. آنها به زبانی متقابلا قابل فهم شبیه به زبان فریسی شمالی صحبت می‌کردند که باعث بوجود آمدن زبان‌های آنگلو-فریسی شد. آنگل‌ها که بزرگترین طایفه را تشکیل می‌دادند جزیره را ْآنگلند یعنی سرزمین آنگل‌ها نامیدند و زبانی که با آن صحبت می‌کردند نیز به تدریج اِنگلیش و در فارسی انگلیسی نامیده شد.
برخی تاریخ نگاران بر این باور هستند انگل‌ها مناطق گسترده‌تری از خاک بریتانیا را از آن خود کردند و نام اِنگلند (England) از نام همین قوم گرفته شده‌است. سینت بید بر این باور بود که انگل‌ها منطقهٔ گسترده‌تری از خاک بریتانیا (نزدیک به تمامی خاک آن) را از آن خود کردند و نام «اِنگلند» (England) از نام همین قبیله گرفته شده‌است. واژهٔ "England" از Engla land به «معنی سرزمین انگل‌ها» (به انگلیسی: Land of the Angles) گرفته شده و English در انگلیسی کهن Englisc بوده‌است. افزون بر قبیله‌های یادشده، دسته‌هایی از مردمان ساکن فریزیا، نیدرزاکسن، یوتلاند و جنوب سوئد نیز در آن دوران به بریتانیا آمدند.
جوت‌ها در جنوبِ شرقی و در تعامل با زبان‌های محلی، گویش «کِنتی»، ساکسون‌ها هم که در جنوب و جنوبِ غربی سکنا گزیده بودند، گویش «ساکسونِ غربی» و اَنگل‌هایی که در شمال و مرکزِ انگلستان اقامت گزیده بودند، به ترتیب، گویش‌های «آمبِریای شمالی» و «مِرسیایی» را به وجود آوردند. چهار گویش اصلی انگلیسی قدیم: نورث‌آمبرین Northumbrian  (در شمال انگلستان، مرسین  (Mercian)در سرزمین‌های میانی، ساکسون غربی در جنوب و غرب و کنتیش) Kentish (در جنوب شرقی به وجود آمد. این مهاجمان ساکنان اولیه‌ی سلتیک‌زبان را از مناطقی که اکنون جز انگلستان است به اسکاتلند، ولز، کورن‌وال و ایرلند راندند و تعدادی از کلمات زبان سلتیک از آنها به جای ماند. این زبان‌های سلتیکی امروزه در زمره‌ی زبان‌های گیلیکِ (Gaelic) اسکاتلند و ایرلند و ولز به جا مانده‌اند. زبان کُرنیش اکنون از بین رفته است. بعد از اشغال بریتانیا، جوت‌ها در جنوبِ شرقی آن ساکن شدند و در تعامل با زبان‌های محلی، گویش جدیدی را ایجاد کردند که کِنتی نام دارد. ساکسون‌ها هم که در جنوب و جنوبِ غربی بریتانیا اقامت داشتند، گویش «ساکسونِ غربی» را ایجاد کردند. اَنگل‌ها نیز که در شمال و مرکزِ انگلستان سکنا گزیده بودند، به ترتیب، گویش‌های «آمبِریای شمالی» و «مِرسیایی» را بوجود آوردند. در عهد آنگلوساکسون‌ها یکی از این گویش ها ساکسون غربی کهن بود و پس از آن گویش ساکسونی به دلیل علمکردهای پادشاه آلفرد بزرگ، گویش جدید بر گویش قبلی پیشی گرفته و زبان رسمی می‌شود.

#### بیوولف
چندین اثر نوشتاری از زبان انگلیسی باستان باقی مانده است که مشهورترین آنها، حماسه بیوولف است. بیوولف قدیمی ترین شعر شناخته شده به زبان انگلیسی باستان است. این حماسه دلاوری‌های پادشاهی دانمارکی و مبارزاتش علیه اژدها و دیوان را شرح می‌دهد. متن بیووولف اما برای خواننده امروزی خوانا نیست و تفاوت‌های بسیار زیادی با انگلیسی امروزی دارد.

#### حمله اقوام اسکاندیناوی
حمله و سیطره اقوام اسکاندیناوی رخ داد، که در حدود سال ۸۵۰ قبل‌از میلاد شروع شدند، بسیاری از کلمات ژرمنی شمالی را به زبان انگلیسی خصوصا در شمال انگلستان وارد کردند، کلماتی چون skin، skirt و sky از شمال اروپا وارد جزیره انگلستان شد. ضمایر they و she نیز ریشه اسکاندیناوی دارند و این ضمایر در انگلیسی کهن hie و heo نام‌داشتند. وایکینگ‌ها هم در این برهه‌ی زمانی بر زبان انگلیسی تاثیر گذاشتند.. «dream» نمونه‌ای از این کلمات است که تا زمانیکه وایکینگ‌ها معنی کنونی آن را از (draumer) اسکاندیناوی ایی به عاریه گرفتند، به معنای «شادی یا joy» بود.«skirt» کلمه‌ی دیگری بود که درکنار هم‌ریشه‌ی اصلی انگلیسی‌اش «shirt» به حیات خود ادامه می‌دهد. برای مثال کلماتی مانند «be»، «water» و «strong» هم از ریشه‌های انگلیسی قدیم مشتق می‌شوند. واژه هایی که صدای سSK در زبان سوئدی دارند، تبدیل به صدای شsh در زبان انگلیسی شدند.
هنوز واژه های انگلیسی با صدای سSK  مانند «skirt» و «skull» وجود دارد. اما آنها مستقیما از زبان اسکاندیناوی کهن اقتباس شده اند.
انگلیسی کهن، گنجینه واژگان غنی نداشت اما، همچون دیگر زبان‌های اروپایی، دستور زبان پیچیده‌ای داشت. امروزه بسیاری از انگلیسی زبان ها، زبان انگلیسی کهن را نامفهوم می دانند، اگرچه بیش از نیمی از لغات کنونی در زبان انگلیسی ریشه هایی در انگلیسی کهن دارند.

### انگلیسی میانه

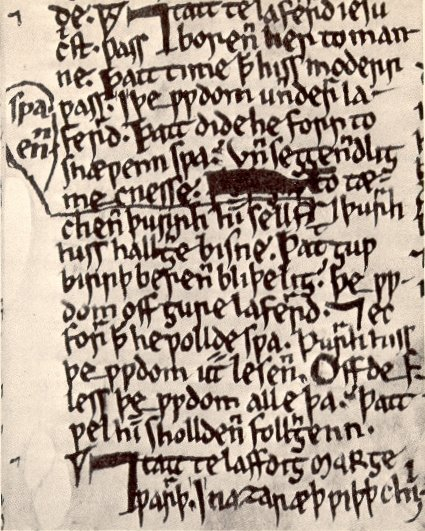
اورمولوم نمونه‌ای از متون انگلیسی میانه

#### حمله نورمن‌ها به انگلستان
انگلیسی کهن یا باستان با دو دوره یورش روبرو شد. نخست از سوی سخنوران زبان‌های ژرمنی شمالی، در سدهٔ هشت و نه میلادی، هنگامی که هالفن رگناسن و ایوار رگناسن شناخته شده با نام ایوار بی‌استخوان تصمیم به گرفتن و استعمار منطقه‌های شمالی جزیره‌های بریتانیا گرفتند. بار دوم یورش از سوی سخنوران زبان‌های رومی بود. پس از حمله نورمن‌ها به انگلستان که در سال ۱۰۶۶ صورت گرفت، کم‌کم دگرگونی شگرفی در زبان پدید آمد. نورمن کهن در سدهٔ ۱۱ میلادی با یورش نورمن‌ها به انگلستان به زبان آنگلو-نورمن و پس از آن به آنگلو- فرنچ تغییر یافت و دستهٔ نویی از واژگان را وارد زبان کرد، واژگانی که در دولت و دادگاه‌ها کاربرد داشتند.
زبان فرانسوی به واسطهٔ حکومتِ نورمن‌ها زبانِ بزرگان و بلندپایگانِ جامعه، و انگلیسیِ کهن، زبانِ عوام و دونپایگان به‌شمار می‌رفت، زبان فرانسوی اثر چشمگیری بر انگلیسی گذاشت. تا پیش از سال ۱۲۵۰، تنها ۹۵۰ واژهٔ نو، بیشتر به دلیل ارتباط انگلیسی‌ها و فرانسوی‌ها، وارد زبان انگلیسی شد. اما ناگهان، چون فرانسویان شروع به یادگیری زبان انگلیسی نمودند و واژگانی از زبان خود را وارد زبان مقصد کردند، تعداد بی‌شماری واژه از زبان فرانسوی قرض گرفته شد؛ به گونه‌ای که اکنون یک سوم واژگان زبان انگلیسی، ریشهٔ فرانسوی دارند. گسترش دامنهٔ واژگان با کمک واژه‌های اسکاندیناویایی و نورمنی رویدادی بود که باعث ساده‌تر شدن دستور زبان انگلیسی شد و این زبان را به زبانی وام‌گیرنده تبدیل کرد.
گویش midland، از سدهٔ چهاردهم، یعنی زمانی که مناطق زیر پوشش این گویش، به مراکز توسعهٔ دانشگاهی، پیشرفت اقتصادی و زندگی اشرافی در انگلستان تبدیل شد، جای خود را به عنوان مهم‌ترین گویش در این دوران، باز کرد و میدلند شرقی گویش مسلط شهر لندن شد. یکی از عواملی که موجب برتری مطلق این گویش شد؛ به گونه‌ای که انگلیسی امروزی، تقریباً شکل تکامل یافتهٔ میدلند شرقی است، نفوذ این گویش به دستگاه‌های حکومتی و مکاتبه‌های دولتی است.
از نوشته‌های پرآوازهٔ دوران انگلیسی میانه می‌توان به حکایت‌های کنتربری از جفری چاوسر اشاره کرد.
آخرین پادشاه آن‌ها در نبرد هستینگز از ویلیام یکم که رهبر اقوام نورماندی از شمال فرانسه بود، شکست خورد. ویلیام یکم، دوک نرماندی، در سال 1066 به انگلستان و آنگلوساکسون‌ها حمله و آنجا را تسخیر کرد. ویلیام و جانشینان او 300 سال بر انگلستان حکومت کردند و در این مدت زبان رسمی و حکومتی را به فرانسه تغییر داده بودند. این زبان که آنگلو-نورمن نامیده می‌شد نتوانست در بین مردم انگلستان راهی پیدا کند. تیول‌داران جدید به گویشی از فرانسوی قدیم، با عنوان آنگلونرمان (Anglo-Norman)، صحبت می‌کردند. نرمان‌ها نیز از نیای ژرمنی بودند (Norman از Norseman می‌آید) و آنگلو-نرمان گویشی فرانسوی بود که علاوه‌بر ریشه‌های اصلی لاتینش، تاثیرات زیادی از ژرمنی پذیرفته بود. اما به هرحال کلمات نسبتا زیادی از فرانسه به زبان انگلیسی راه پیدا کرد. نفوذ این کلمات به‌خصوص در حوزه‌های قوانین و حکمرانی پررنگ‌تر بود. کلماتی چون prison، castle، prince، court، army، soldier ریشه فرانسوی دارند و در حوزه های هنر و علم نیز در طول این تاریخ، کلماتی چون romance، tragedy، surgery و anatomy به فرهنگ لغت انگلیسی اضافه گردید. دوره سلطه پادشاهان نرماندی تا تاریخ 1204 میلادی ادامه داشت ولی با استقلال انگلستان از نرماندی زبان فرانسوی به‌تدریج از این کشور محو گردید و در حدود سال‌های 1300 از زبان فرانسوی دیگر به‌جای نمانده بود. انگلیسی میانه کم‌کم به انگلیسی امروزی نزدیک‌تر می‌گردید. انگلیسی میانه حروف صدا دار متفاوت، نحوه صرف افعال پیچیده‌تری از انگلیسی امروزی داشته است و در عوض ساختار جملات آن ساده‌تر بوده است. با وجود این تغییرات یک خواننده امروزی با کمی سختی و مراجعه به کتب مرجع می‌تواند منظومه بلند جفری چاسر به نام حکایات کانتربری را که در حدود 700 سال پیش نوشته شده، بخواند.
در سال 1204، جان پادشاه انگلستان، استان نرماندی را به شاه فرانسه باخت. این شروع جریانی بود که طی آن نوادگان نرمان در انگلستان شدیداً از عموزاده‌های فرانسوی‌شان دور شدند. حدود 150 سال بعد، مرگ سیاه (طاعون) (1349-50) حدود یک سوم جمعیت انگلیسی را از بین برد. در سال‌های بعد، اهمیت اقتصادی و اجتماعی طبقات کارگر و بازرگان رشد یافت و از رشد جمعیت آنگلو-نرمان بیشتر شد. ترکیب این دو زبان به عنوان انگلیسی میانه شناخته می‌شود. تا سال 1362، تقسیم زبان‌شناختی بین اشراف و عوام تا حدود زیادی برچیده شده بود. در این سال، اساسنامه‌ی لوایح به تصویب رسید، که طی آن زبان انگلیسی به زبان دادگاه‌ها تبدیل شد و این شروعی برای استفاده از آن در پارلمان بود.
زبان فرانسوی اثر چشمگیری بر انگلیسی گذاشت به گونه‌ای که اکنون حدود یک سوم واژگان زبان انگلیسی، ریشه فرانسوی دارند. گسترش دامنه واژگان با کمک واژه‌های اسکاندیناویایی و نورمنی رویدادی بود که باعث ساده‌تر شدن دستور زبان انگلیسی شد. طی این مدت زبان انگلیسی بسیار تغییر کرده بود چون به مدت ۳۰۰ سال این زبان نوشته نشده بود و فقط بصورت گفتاری از آن استفاده میشد. ولی اکنون زبان انگلیسی باستان دوباره مورد استفاده قرار میگرفت با این تفاوت که اینبار تعداد زیادی لغت فرانسوی وارد آن شده بود. به این زبان انگلیسی میانه گفته می‌شود. در زمان تسلط فرانسوی زبانها بر انگلستان، طبقه اجتماعی پایینتر که انگلیسی زبان بودند، برای فرانسویها آشپزی میکردند بهمین دلیل نام حیوانات اهلی به زبان انگلیسی است ox, cow, calf, sheep, swine, deer ولی نام گوشت پخته شده آنها بزبان فرانسویست beef, veal, mutton, pork, bacon, venison.

### انگلیسی نو

#### انگليسي در نخستین
1500-1800

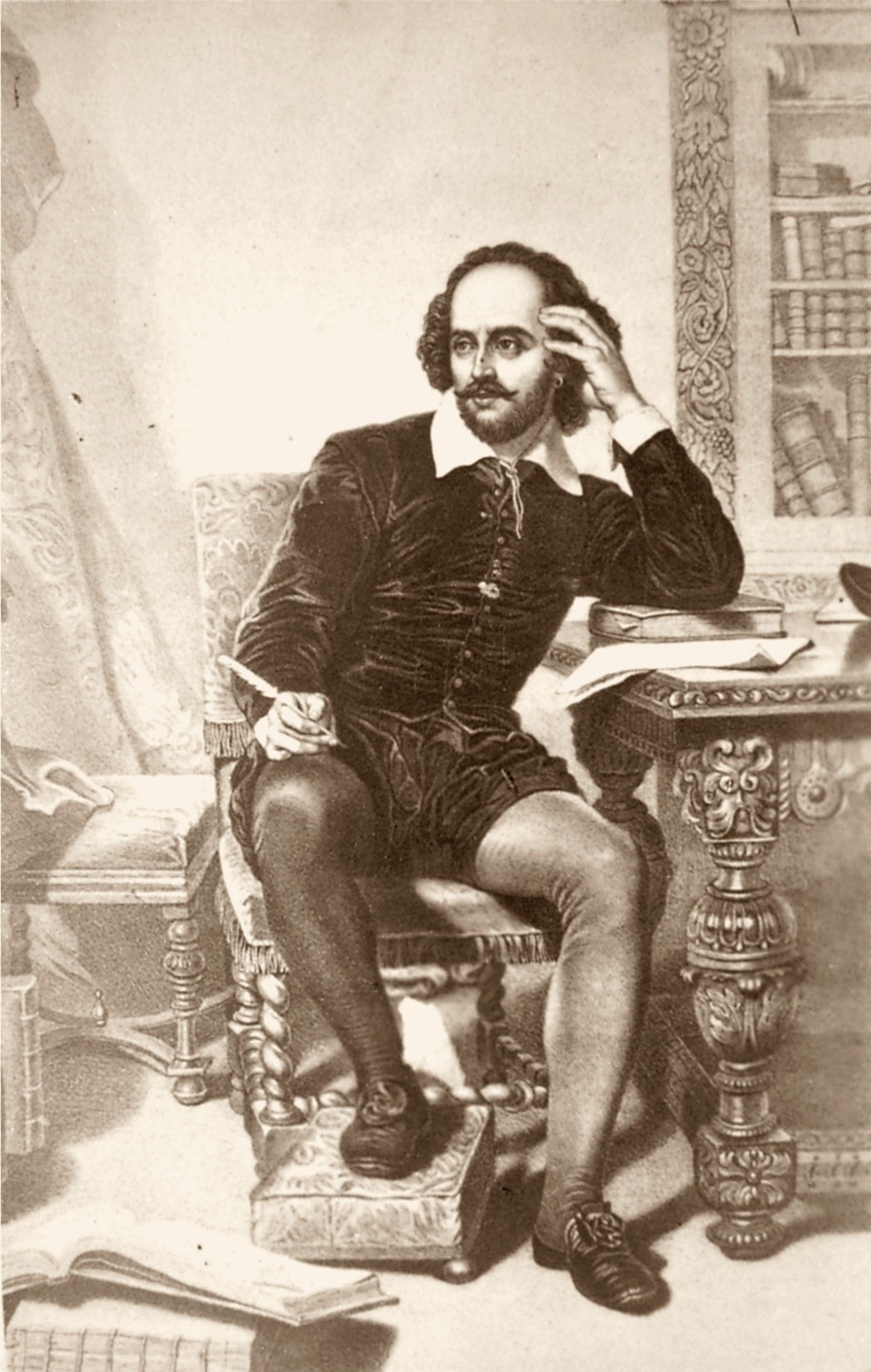
ویلیام شکسپیر، شاعر و نمایشنامه‌نویس برجسته انگلیسی

موج بعدی نوآوری در زبان انگلیسی با رنسانس متقارن شد. احیای دانش‌پژوهی کلاسیک کلمات قدیمی لاتین و یونانی زیادی را به زبان انگلیسی وارد کرد. دو عامل اصلی دیگر بر زبان تاثیر گذاشت و به جداسازی انگلیسی مدرن و میانه کمک کرد. اولین عامل دگرگونی بزرگ واکه‌ها Great Vowel Shift  (تغییری در تلفظ که در حدود سال 1400 شروع شد) و دومین عامل ظهور ماشین چاپ بود.

#### ویلیام کاکستون
ویلیام کاکستون در سال ۱۴۷۶ ماشین چاپ را به انگلستان وارد کرد. در نتیجه، کتاب‌ها ارزان‌تر شدند و نرخ باسوادی بیشتر شد. طبع و نشر برای توده‌های مردم به کاسبی سودآوری بدل شد و انتشار کتاب‌ها به زبان انگلیسی، در مقایسه با لاتین، رایج‌تر شد. در نهایت، ماشین چاپ استانداردسازی زبان انگلیسی را به ارمغان آورد. گویش بریتانیایی، که اکثر شرکت‌های انتشاراتی در آن قرار داشتند، به گویش استاندارد بدل شد. املا و دستور زبان تثبیت شد و اولین لغت‌نامه‌ی انگلیسی در سال 1604 منتشر شد.
انگلیسی نو نخستین از آغاز دوره تودور تا حکومت موقت و بازگردانی پادشاهی رایج بود. انگلیسی نو نخستین زبان گذار میان انگلیسی میانه (رایج در قرن پانزدهم) و انگلیسی نو (رایج در میانه تا اواخر قرن هفدهم) است.
کنوانسیون‌های دستوری و املائی انگلیسی ادبی در اواخر قرن شانزدهم و قرن هفدهم هنوز هم در انگلیسی معیار نوین بسیار تأثیرگذار هستند. بیشتر گویشوران انگلیسی نوین می‌توانند متون نوشته‌شده در اواخر دوره انگلیسی نو نخستین، مانند نسخهٔ شاه جیمز و آثار ویلیام شکسپیر را بخوانند و این آثار انگلیسی نو را بسیار تحت تأثیر قرار داده‌اند.

#### انگلیسی امروزی
(از 1800 تا به امروز)
انگلیسی نو با تجدیدنظر اساسی در دستگاه واژگانی و دستوری خود به زبانی بسیار ساده‌تر از نظر دستوری بدل شده و به سبب وام‌گیری بی‌حد و مرز از واژگان لاتینی و فرانسه و سپس یونانی، بخش عمده‌ای از واژگان کهن آنگلوساکسون خود از ریشهٔ ژرمنی را وانهاده و بر روی هم نسبت به زبان آلمانی، از همه جهت (آوایی، واژگانی، دستوری) چهرهٔ دیگری یافته‌است. در انگلیسی نو نه تنها اسم، که فعل و حرف و نیز بخش عمدهٔ حالت‌های صرفی خود را از دست داده‌اند و از یک زبان صرفی ترکیب‌گر به زبانی در اساس تحلیلی بدل شده‌است.

#### امپراتوری بریتانیا
دومین عامل امپراطوری بریتانیا بود. در اوج دوران امپراطوری، بریتانیا بر یک چهارم کره‌ی زمین حکمرانی می‌کرد و انگلیسی لغات خارجی بسیاری را به خود پذیرفت و آنها را از آن خود کرد. درنهایت، قرن بیستم شاهد دو جنگ جهانی بود و تاثیر نظامی بر زبان در طول نیمه‌ی دوم این قرن قابل‌توجه بوده است (برای مثال blockbuster (بمب‌افکنی که یک بلوک شهری را نابود می‌کند). انگلیسی دوران مدرن دارای کلمات کلیدی بسیاری است که ناشی از انقلاب صنعتی و تکنولوژی هایی است که نیاز به کلمات جدید و همچنین توسعه یک زبان جهانی دارند. بریتانیا به مدت دویست سال بین قرن ۱۸ تا قرن ۲۰ یک امپراتوری بود و همچنانکه امپراتوری بریتانیا به آن سوی جهان (آمریکا، استرالیا، نیوزیلند، هند، آسیا و آفریقا) میرسید، زبان انگلیسی هم به تغییر خود ادامه میداد. بریتانیا افراد را برای سکنی گزیدن و زندگی به سرزمینهای فتح شده میفرستاد و این افراد با بومیها وارد تعامل میشدند و لغات جدیدی به زبان انگلیسی اضافه میشد. با صدها لغتی که هر سال به زبان انگلیسی اضافه میشود این زبان امروزه نیز به تغییر و گسترش ادامه میدهد.

#### در میان ملل
زبان انگلیسی در آمریکا رواج داده شد و با فرهنگ سرخ‌پوستان و دیگر اقوام مهاجر نظیر بردگان آفریقا ترکیب شد. . مثلا برای حیوانات ناشناخته آمریکای شمالی از کلمات سرخپوستی Moose، Skunk و Woodchuck استفاده گردید. هر ملیت و قومیتی که در ممالک انگلیسی زبان سکونت کردند، تعدادی از کلمات خود را وارد زبان انگلیسی کردند. کلمات rodeo از اسپانیا، kindergarten از آلمان، pizza از ایتالیا و jazz از قبیله ناشناخته‌ای از آفریقا به انگلیسی داخل شده‌اند. زبان انگلیسی را در نئون‌های شانگهای می‌بینید، در ترانه‌های پاپ در مسکو می‌شنوید و در اسناد رسمی در پنوم‌پن) Phnom Penh  (می‌خوانید. مدارس تجاری فرانسوی به این زبان تدریس می‌کنند. زبان انگلیسی رسانه‌ی انتقال پیام در جلسات کابینه در بولیوی است.

## رقابت با زبان‌های دیگر
انگلیسی زبانی است که به جای دفع واژه‌های بیگانه همیشه آن‌ها را در دایره لغات خود پذیرفته است. این زبان حذف سریع واژه‌های قدیمی و ساخت واژه‌های جدید را نشانه پویایی خود می‌داند. انگلیسی زبانان مدام در حال ساخت واژه‌های جدید برای مفاهیم رو به رشد فنی و هنری و ورزشی هستند. البته انگلیسی همان‌طور که بیشترین واژه‌ها را جذب کرده، بیشترین واژه‌ها را نیز به زبان‌های دیگر قرض‌داده است. این مسئله چندان خوش‌آیند مسئولان و ادبای زبان‌های دیگر نیست، مثلا فرانسوی‌ها در تلاشند تا قوانینی برای ممنوع سازی استفاده از لغات انگلیسی در داخل کشورشان بنویسند. انگلیسی آمریکایی در طول سالیان تبدیل به لهجه‌ای متمایز، با تغییرات نسبتا زیاد شد. هر ملیت و قومیتی که در ممالک انگلیسی زبان سکونت کردند، تعدادی از کلمات خود را وارد زبان انگلیسی کردند.